# 5706 Finkelstein
5706 Finkelstein è un asteroide della fascia principale. Scoperto nel 1971, presenta un'orbita caratterizzata da un semiasse maggiore pari a 3,1244256 UA e da un'eccentricità di 0,1954551, inclinata di 1,58320° rispetto all'eclittica.